# 생도의 날
생도의 날은 대한민국 육군사관학교의 행사로서, 엄격한 규율과 일과 속에서 힘든 생활을 하고 있는 생도들을 위로하고 사기를 진작시키며 생도들의 정서순화와 건전한 여가 문화 정착을 위하여 1954년부터 실시되고 있다. 생도생활 중에 가장 낭만적이고 추억에 남는 행사의 하나인 생도의 날에는 가든파티, 왕 선발 대회, 생도 음악제 및 각종 초청 공연, 체육대회 등 다양한 프로그램이 펼쳐진다.

## 행사
육군사관학교 생도의 날은 매년 조금씩 다르지만 2022년 기준으로 2022.05.26 - 2022.05.27 이틀간 진행됐다. 생도의 날 행사는 크게 체육대회와 가든파티로 나뉘는데, 보통 행사 첫 날 체육대회와 화랑음악회를 하고, 둘째 날 가든파티를 진행한다. 

### 개회식
생도의 날을 시작하기 전 날 저녁, 육군사관학교의 '승화대'에서 점화식을 하며 생도의 날 시작을 알린다. 이는 학교장 또는 생도대장과 지휘근무생도들에 의해 예복, 또는 정복을 입은채로 진행된다. 생도의 날 기간 동안에는 승화대의 불이 꺼지지 않게 유지한다. 

### 체육대회
생도의 날 체육대회에서는 8개의 중대가 축구, 농구, 남자 및 여자 족구, 전략 줄다리기, 탁구, 배드민턴, 피구, 계주 등 그 종목은 매년 바뀌지만, 주로 협동심이 필요한 여러 가지 종목을 겨룬다. 특히 피구와 줄다리기와 같이 많은 중대원들의 참여가 필요한 종목의 경우 우승 배점이 커서, 체육대회 종합우승을 위해서는 중대원들간의 단합이 매우 중요하다. 최근 3년(2020, 2021, 2022년) 동안은 '진흥 4중대'가 생도의 날 체육대회 종합우승을 차지했다. 

### 화랑 음악회

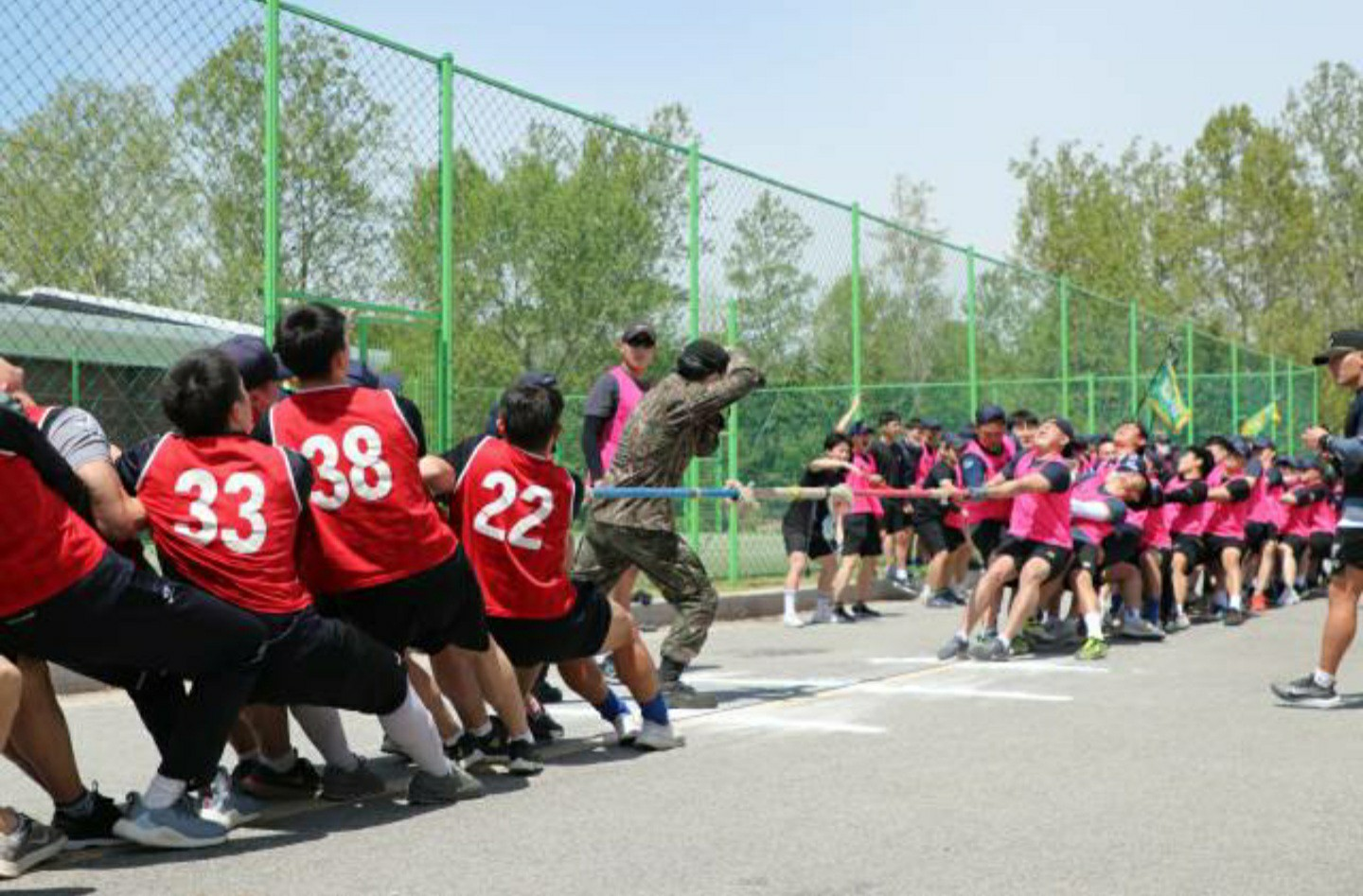
생도의 날 체육대회 줄다리기

체육대회가 끝나고 저녁시간 부터는 화랑 음악회가 진행된다. 주로 외부에서 가수를 섭외해 무대를 꾸미는 다른 대학과 다르게, 화랑 음악회에서는 대부분의 무대가 생도들에 의해 구성된다. 온전히 생도들을 위한 행사인 만큼 관현악부, 응원부, 밴드부와 같이 교내의 다양한 문화체육부서 주도하에 공연을 계획한다. 

### 가든파티
생도의 날 두 번째 날 실시되는 가든파티에서는 생도가 외부에서 자신의 파트너를 데려올 수 있다. 보통 오전에 파트너를 데려오기 위해 외출을 하고, 오후부터 육군사관학교 화랑연병장에서 가든파티를 즐긴다. 가든파티의 특별한 점은 파트너와 함께 왈츠를 추는 시간이 있다는 점이다. 이 시간을 위해 생도들과 파트너 분들께 춤을 알려드리는 '춤 생도'를 뽑아 시범을 보인다. 또한 경품 추첨, 축하 무대 등이 있으며 편안한 분위기 속에서 생도들은 파트너에게 학교 내부를 구경시켜줄 수 있다. 2022년에는 인생에서 가장 아름답고 행복한 시간을 뜻하는 '화양연화'를 변형시켜 '화랑연화'라는 이름으로 가든파티가 진행되었다.

## 같이 보기
육군사관학교
육군사관학교 지휘근무제도
육군사관학교 행정안내소
육군사관학교 육군박물관